# Абу-Кринат
Абу-Кринат — бедуинская деревня в Южном округе Израиля. Подпадает под юрисдикцию регионального совета Неве-Мидбар.
Деревня была создана для племени «Абу-Кринат», от которого деревня получила своё название.

## Население
По данным Центрального статистического бюро Израиля, население на начало 2020 года составляло 1 904 человека.